# Molde
Molde is de hoofdstad van de Noorse provincie Møre og Romsdal. De gemeente telde 26.822 inwoners in januari 2017. Het is tevens de zetel van de bisschop van Møre. In 2020 werd Molde uitgebreid met de vroegere gemeenten Midsund en Nesset.
De plaatsen Hovdenakken, Hjelset, Røbekk en Torhaug maken deel uit van de gemeente.
Molde is gelegen tegen een beschutte helling aan de Romsdalsfjord. Molde is ook wel bekend als 'Rozenstad'. Deze naam dankt Molde aan de vele rozentuinen die er te vinden zijn. Daarnaast is Molde ook bekend van de panoramische uitzichten over de met sneeuw beklede bergtoppen aan de zuidelijke kant van de fjord.
De naam Molde is hoogstwaarschijnlijk afgeleid van het Oudnoorse woord moldar, wat een meervoudsvorm is van rijke of vruchtbare grond. Het gemeentewapen toont een walvis die haringen in een ton jaagt. Deze afbeelding symboliseert de oorspronkelijke bron van inkomsten van de stad, export van vis en hout. In Molde werd geen walvisvangst bedreven, maar de walvis staat in Molde volgens de overlevering bekend als de brenger van vissen. Hij zou de vissen de fjorden in gedreven hebben.

## Geschiedenis

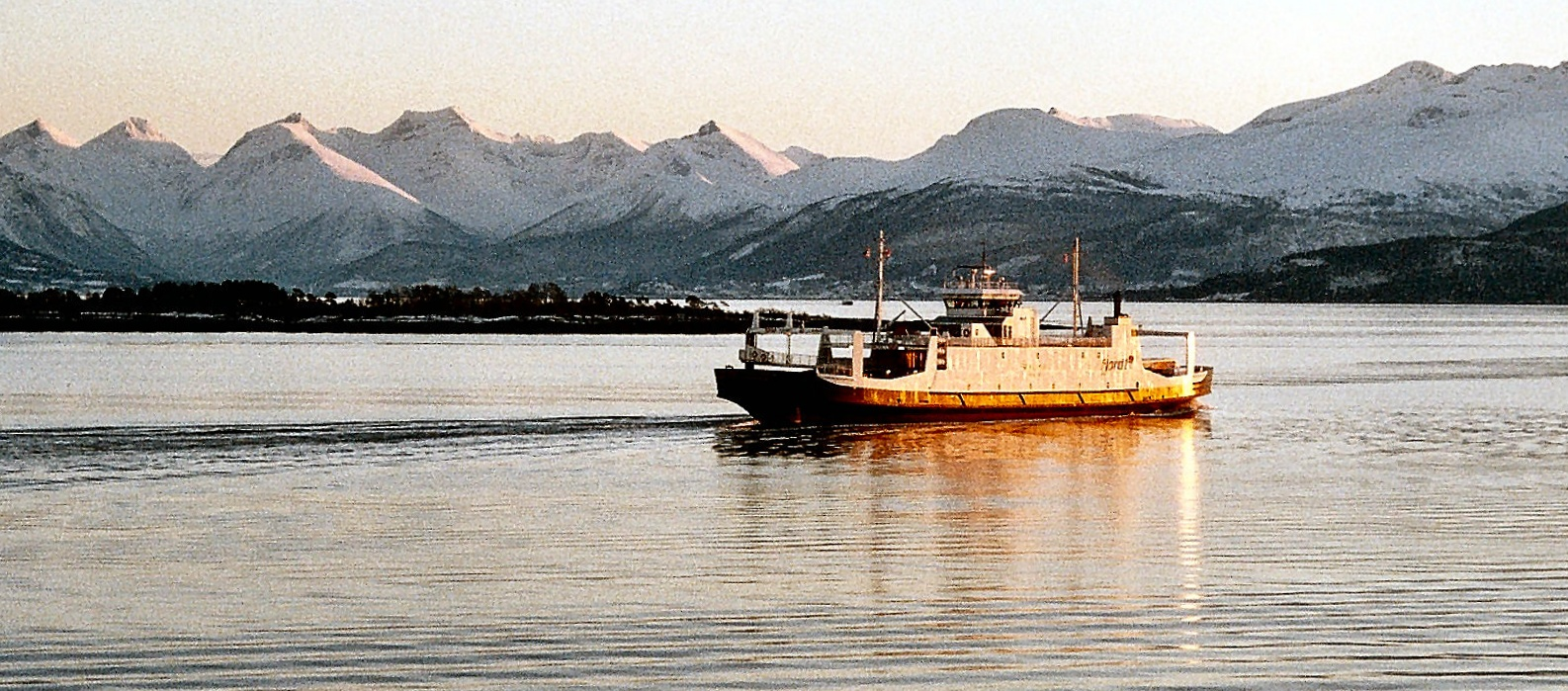
De Romsdal-alpen vanuit de haven van Molde

In de middeleeuwen was het eiland Veøy, het heilige eiland, gelegen op een driesprong waar drie kleinere fjorden in de grote fjord uitmonden, een belangrijke kustplaats voor diverse scheepsroutes. In de 15e eeuw raakte deze echter in verval, waardoor de minder belangrijke haven van Molde in de belangstelling kwam. Vanuit deze haven werd handel in hout en haring gedreven met voornamelijk Nederland, maar ook met Engeland, Schotland en Portugal. In 1614 kreeg de stad formeel handelsrechten en in 1742 werden deze in een koninklijk decreet definitief gemaakt.
De geschiedenis van de streek gaat zelfs veel verder terug. De rotstekeningen die even ten westen van Bjørset zijn gevonden, zijn het bewijs hiervan. Hoewel de nabijgelegen handelsgemeentes Knop en Veblungsnes minder belangrijk werden, bleef Molde gedurende de 18e eeuw en de 19e eeuw groeien doordat het een belangrijk centrum voor de Noorse textiel was geworden. Vanaf het begin van de 19e eeuw werd het toerisme ook een belangrijke bron van inkomsten. De ontwikkeling die Molde doormaakte werd onderbroken door een grote brand in de nacht van 21 op 22 januari 1916, die de meeste houten huizen in de as legde.
In de Tweede Wereldoorlog werd de stad wederom grotendeels vernietigd. De Duitse troepen probeerden de koning en het parlement af te snijden, die na de aanvallen op Oslo op 9 april 1940 naar het veilige Molde geëvacueerd waren. Gedurende de periode van 22 april tot 29 april was Molde dan ook de hoofdstad van Noorwegen.
Na de Tweede Wereldoorlog heeft Molde een enorme groei doorgemaakt. Molde werd niet alleen een administratief centrum, maar er werd ook een universiteit gevestigd. In 1964 werd Molde een moderne stad met diverse sectoren zoals landbouw, visserij, industriële productie, bankwezen, toerisme, handel, gezondheidszorg en overheid. In 2020 werd de gemeente vergroot door toevoeging van de gemeenten Nesset en Midsund.

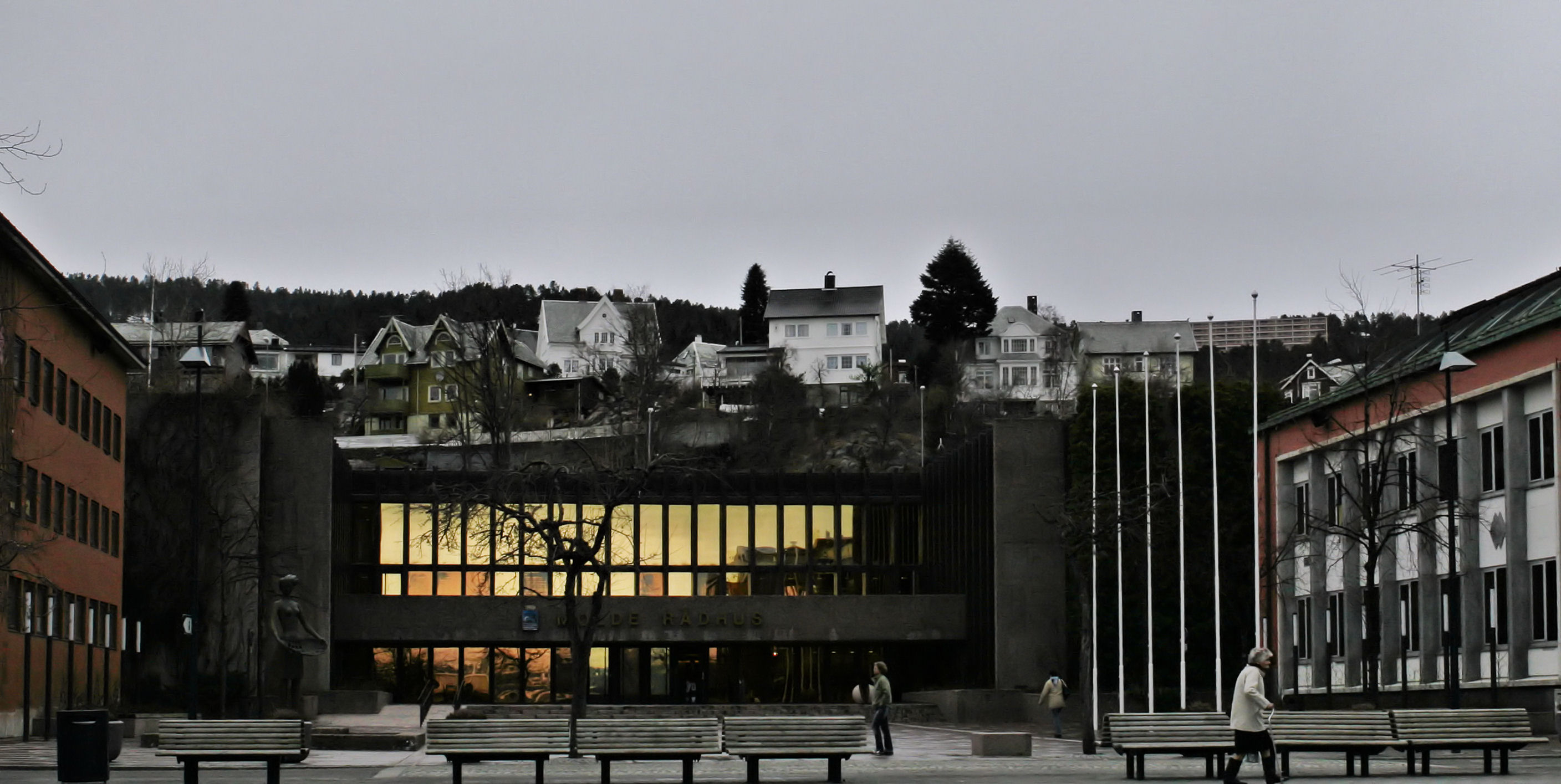
Het stadhuis

De fjord met zijn eilanden en omliggende bergen gaf de stad een prachtige aanblik. De grote nationale dichter Bjørnstjerne Bjørnson drukt dit gevoel in zijn gedicht 'Til Romsdalen' als volgt uit:
"Alles wat ik zie heeft een oog, een stem
En mensen? Ik ken ze allemaal
Zelfs degene die ik nooit heb ontmoet. Ik zeg:
Als u de fjord kent, kent u de mensen"

## Topografie
Molde is gelegen aan de Moldefjord. Het stedelijke gebied is een strook van 10 kilometer lang en ongeveer 1 à 2 kilometer breed aan de noordoever van de Moldefjord en de Fannefjord, allebei vertakkingen van de Romsdalsfjord.
Het centrum van de stad is gelegen ten westen van de rivier Moldeelva. Deze rivier komt vanaf het meer Moldevatnet via de vallei Moldedalen de stad in en mondt uiteindelijk in de Moldefjord uit. Momenteel is de rivier niet meer zo belangrijk, maar in de 16e eeuw en 17e eeuw waren er diverse zaagmolens gelegen. Vanwege de combinatie met een haven, met overzeese routes, was dit een belangrijke inkomstenbron in dit tijd. In 1909 is er waterkrachtcentrale aan de rivier gevestigd, die voldoende stroom voor de hele stad levert.

## Toerisme

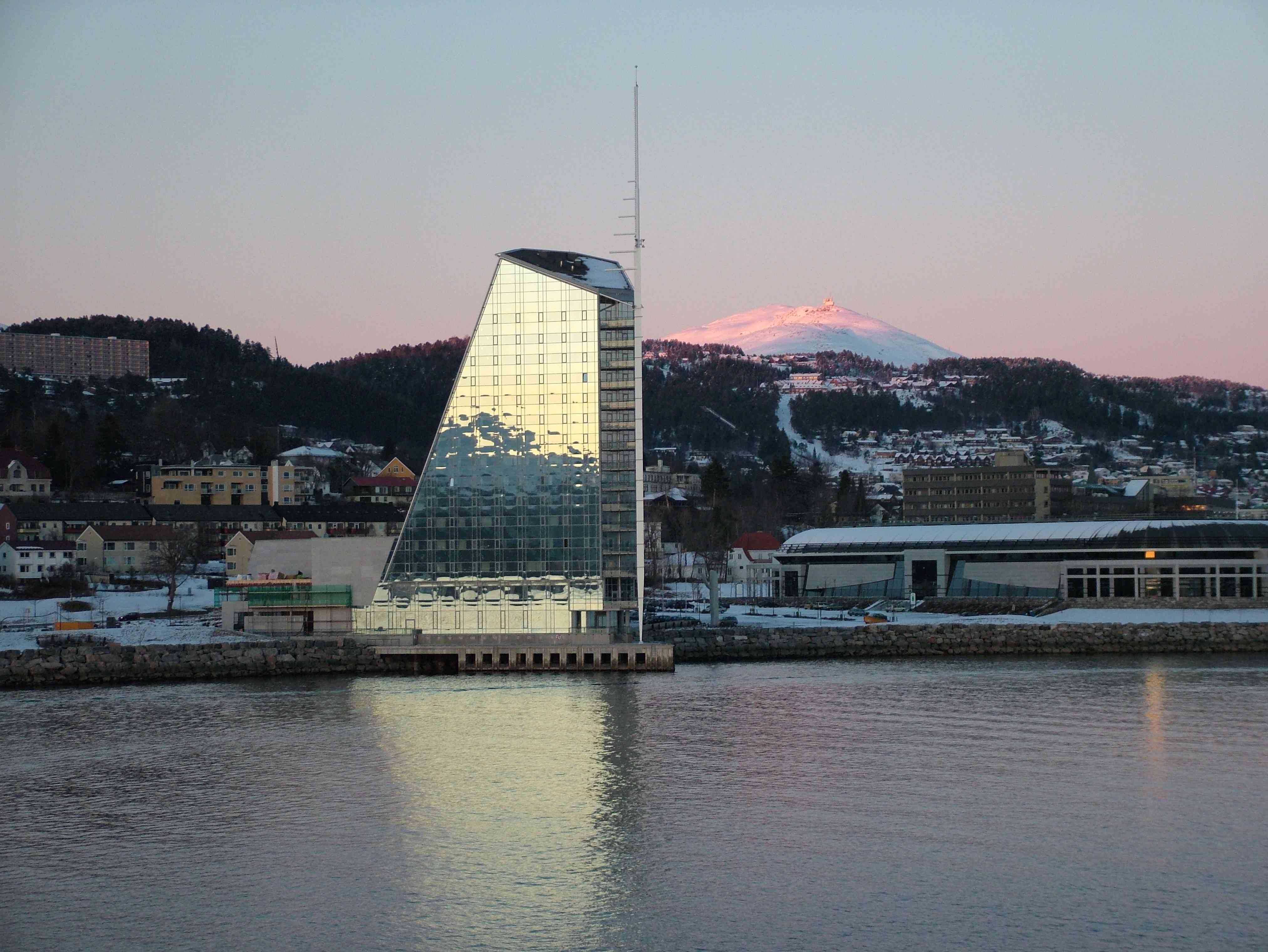
Rica Seilet-hotel, met rechts het Nye Molde-stadion, het stadion van de plaatselijke voetbalclub Molde FK

In het begin van de 19e eeuw was Molde al een plaats die internationale bekendheid genoot en hierdoor ook al een toeristenbestemming was. Keizer Wilhelm II van Duitsland was een regelmatige bezoeker van de stad, tijdens zijn zeilvakanties deed hij de stad geregeld aan. De keizer omschreef de stad als "Nice van het Noorden", wat ervoor zorgde dat het toerisme enorm aantrok. Diverse cruiseschepen gingen Molde aandoen en veel Europese adel bezocht de stad.
De stad had diverse luxe hotels, samen met de oude houten huizen en de mooie tuinen en parken kreeg de stad al snel de bijnaam "Rozenstad". Het was een prominente fjordstad totdat de Eerste Wereldoorlog uitbrak en een grote brand grote delen van de stad had verwoest.

### Bezienswaardigheden
In Molde kan men het Romsdal Museum bezoeken. Dit openluchtmuseum, gevestigd in oude gebouwen uit 1912, is een van grootste en uitvoerigste volksmusea van Noorwegen. Vanuit grote delen van de stad is de Domkerk van Molde zichtbaar.

#### Universiteit
De universiteit van Molde, Høgskolen i Molde, biedt een grote hoeveelheid opleidingsmogelijkheden, van verzorging en gezondheid tot aan economische en administratieve opleidingen. Verder is het mogelijk om je te specialiseren in gebieden als:informatietechnologie, vervoereconomie en logistiek.

#### Varden

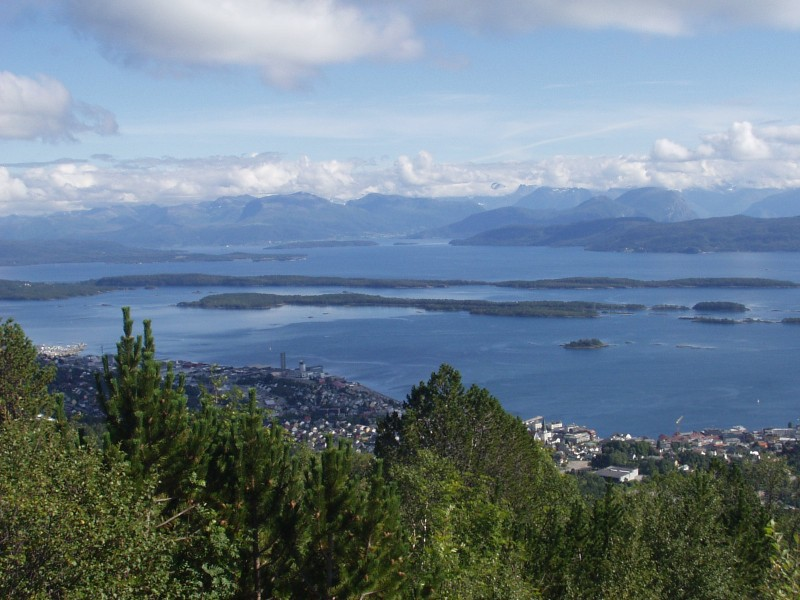
Uitzicht vanaf het uitzichtspunt Varden

De omgeving van Molde is een van de mooiste gebieden in Noorwegen. Varden (407 meter boven zeeniveau) is een uitzichtspunt direct boven Molde met mooie uitzichten over de stad en over de fjord met de eilanden. Van hieruit heb je ook een goed zicht op de 222 bergtoppen, die gedeeltelijk zijn bedekt met sneeuw. Op heldere dagen is het zelfs mogelijk het vissersdorp Ona te zien en het water van Hustadvika.

#### Koninklijke berk
Een andere beroemde bezienswaardigheid is de koninklijke berk in Glomstua. Bij deze berk hebben koning Haakon VII en kroonprins Olaf zich tijdens de bombardementen in de Tweede Wereldoorlog verborgen gehouden. Een beroemde foto die tijdens deze gebeurtenis werd genomen is wijd verspreid en werd een symbool van Noors patriottisme en weerstand tegen nazi-Duitsland. Dicht bij de koninklijke berk is het internationale Bos van Vrede.

#### Atlanterhavsveien
De Atlanterhavsveien (Atlantische weg) is een route van 8,3 kilometer met 8 bruggen die loopt van Averøy naar Eide. Er worden diverse eilanden met elkaar verbonden en het hoogste stijgingspercentage op de route is 8%. Het idee voor deze route bestaat al sinds 1909. Op 7 juli 1989 is de route geopend voor het autoverkeer.

### Activiteiten
De diverse landschappen rondom Molde maken de streek geschikt voor diverse buitenactiviteiten. In de bergen en heuvels, die binnen enkele minuten te bereiken zijn, kunnen er diverse activiteiten worden bedreven zoals skiën, jagen op wild, bergbeklimmen of gletsjers bewandelen.
Verder biedt de omgeving uitstekende vismogelijkheden. De rivieren in de omgeving van Molde, de Rauma, Driva en Eira, zijn legendarisch onder de Britse lage adel sinds halverwege de 18e eeuw. Er zijn uitstekende mogelijkheden om op zalm en forel te vissen en vanaf een boot kan er op kabeljauw, koolvis, makreel en andere soorten zeevis gevist worden.

## Cultuur
Drie van de "Grote Vier" Noorse auteurs brachten veel tijd in Molde door door er te wonen en regelmatig op vakantie te gaan. Bjørnstjerne Bjørnson bracht zijn kinderjaren in Nesset door, even buiten Molde. Hij zat op school in de stad Molde. Henrik Ibsen bracht zijn vakanties vaak door in het herenhuis Moldegård, en Alexander Kielland verbleef in de stad als gouverneur van Romsdals amt (de naam van de provincie Møre og Romsdal tot 1920). Andere auteurs die een relatie met Molde hebben zijn Edvard Hoem, Knut Ødegård en Nini Anker.

### Jazzfestival van Molde
Elk jaar in juli is Molde gastheer van het oudste jazzfestival van Europa, Moldejazz. Diverse internationale artiesten, zoals Miles Davis, Lester Bowie, Sonny Stitt, Karin Krog, Keith Jarrett, Joseph Jarman, John Scofield, Ray Charles, Eric Clapton, Van Morrison, James Brown, Santana, Paul Simon, Leonard Cohen en Joe Cocker, hebben op het jazzfestival opgetreden. Elk jaar worden er ongeveer 40.000 kaarten verkocht voor de meer dan 100 activiteiten tijdens het festival.

### Internationaal literatuurfestival
In augustus zijn Molde en Nesset gastheer van een internationaal literatuurfestival, dat bekendstaat als het Bjørnsonfestival. Het festival is door de dichter Knut Ødegård opgericht om de 250e verjaardag van Molde te vieren. Het is vernoemd naar Bjørnstjerne Bjørnson, winnaar van de Nobelprijs voor de literatuur. Auteurs die te gast zijn geweest, zijn onder anderen Wole Soyinka, Yaşar Kemal, Vigdís Finnbogadóttir, Seamus Heaney, Amos Oz, Izzat al-Ghazzawi, Bei Dao, Hans Blix en Thor Heyerdahl.

## Sport

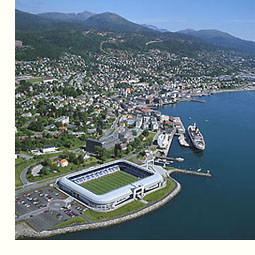
Luchtfoto met hierop zichtbaar het stadion van de voetbalclub Molde FK

Molde kent diverse sportteams. Het meest bekende is het voetbalteam Molde FK dat in de eerste divisie speelt. De thuiswedstrijden worden gespeeld in het stadion van Molde, een architectonisch hoogstandje dat in 1998 werd ingewijd door 13.308 supporters. De club werd in 1911 naar Brits voorbeeld opgericht. Er werd al snel op 'internationaal' niveau gespeeld doordat de bemanning van diverse buitenlandse schepen het tegen de club opnam.
Andere bekende sportteams zijn het lokale onderwaterrugbyteam Molde SLK, een van het beste van Europa, en het vrouwenhandbalteam SK Træff, dat in de Noorse tweede divisie uitkomt.

## Verkeer en vervoer

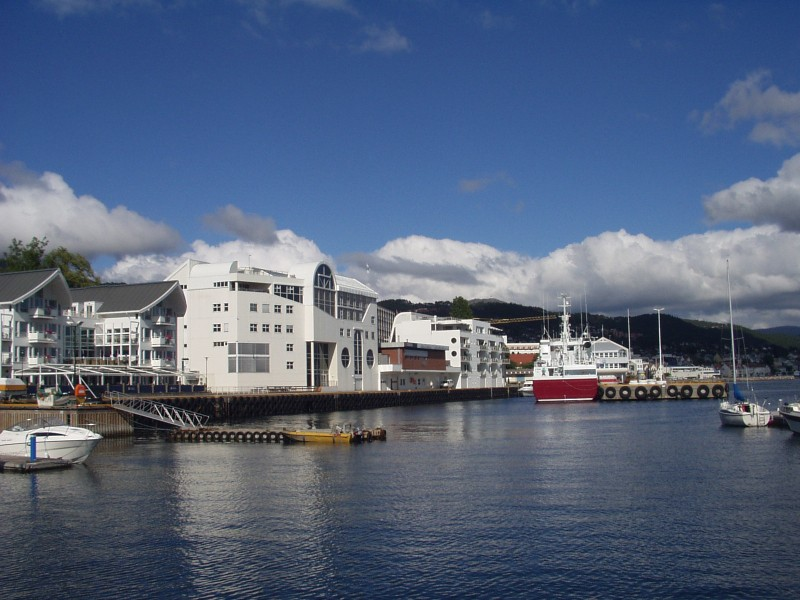
De haven van Molde, waar ook de cruiseschepen van de Hurtigruten regelmatig aanleggen

De stad is gemakkelijk te bereiken met de auto. Vanuit Oslo duurt de reis 7 uur via Åndalsnes en de prachtige Trollstigen. Vanuit Trondheim duurt de reis 4 uur via Oppdal en Sunndalsøra of 3,5 uur via Vinjeøra en Krifast. Vanuit Ålesund is de reistijd via Vestnes ongeveer 1,5 uur.
Qua openbare voorzieningen beschikt de stad over een luchthaven, Molde Årø genaamd, die regelmatige vluchten naar Oslo, Bergen en Trondheim verzorgt. Vanaf 2004 gaan er chartervluchten naar het zuiden van Europa. Het dichtstbijzijnde treinstation bevindt zich in Åndelsnes, het eindstation van de Raumabanen.
De stad is verder ook nog een aanlegplaats voor de Hurtigruten, die de stad elke dag één keer aan doet op de reis van Bergen naar Kirkenes en terug.

## Klimaat
Molde heeft een gematigd klimaat. De zomers zijn koel tot warm en de winters zijn vrij mild. De neerslag ligt aan de hoge kant, gemiddeld 1640 mm per jaar. De zomer van 2005 was de warmste en tevens de droogste ooit. Op 11 oktober 2005 werd 25,6 °C gemeten, een nationaal record voor oktober.
In de winter kan de temperatuur in Molde en de rest van Møre og Romsdal regelmatig boven de 15 °C uitkomen. Dit wordt veroorzaakt door de föhn vanuit het zuiden of zuidwesten, gecombineerd met een warme golfstroom uit de Atlantische oceaan. De ligging van de stad, zuidwaarts gericht tussen de heuvels en bergen, zorgt ervoor dat Molde rijk is aan planten. In de nabije omgeving worden er ook diverse boomsoorten gekweekt, zoals esdoorn, eik, linde en beuk.

## Geboren
- Harry Hestad (1944), voetballer
- Kjell Magne Bondevik (1947), politicus
- Tor Fuglset (1951), voetballer
- John Arne Sæterøy (1965), striptekenaar
- Kurt-Asle Arvesen (1975), wielrenner
- Mats Eldøen (1983), acteur
- Ragnhild Mowinckel (1992), alpineskiester
- Amanda Andradóttir (2003), voetbalster

## Partnersteden
- Denemarken: Vejle
- Zweden: Borås
- Finland: Mikkeli
- Tsjechië: Česká Lípa